# Alfonso Brenes
Alfonso Enrique Brenes Rivera (Oreamuno; 6 de octubre de 1955) es un exfutbolista costarricense que jugaba como defensa.

## Trayectoria
Era apodado "Magús" y debutó en la Primera División de Costa Rica con Cartaginés el 2 de diciembre de 1973 en Alajuela, cuando su equipo venció 1-0 al Alajuelense. En 1980, fichó por el Saprissa, donde ganó un título y se mantuvo hasta su retiro en 1984.

## Selección nacional
Disputó seis partidos sin anotar goles con la selección de Costa Rica, en 1976. Hizo su debut en un amistoso contra Guatemala en el que perdió 1-0 con gol de Julio César Anderson.

### Participaciones en clasificatorias
| Clasif.              | Sede   | Resultado | Part. | Goles |
| -------------------- | ------ | --------- | ----- | ----- |
| Clasif. Mundial 1978 | Varias | Eliminado | 5     | 0     |

## Palmarés

### Títulos nacionales
| Título               | Equipo     | País       | Año  |
| -------------------- | ---------- | ---------- | ---- |
| Campeón de Campeones | Cartaginés | Costa Rica | 1979 |
| Primera División     | Saprissa   | Costa Rica | 1982 |